# Dittweiler

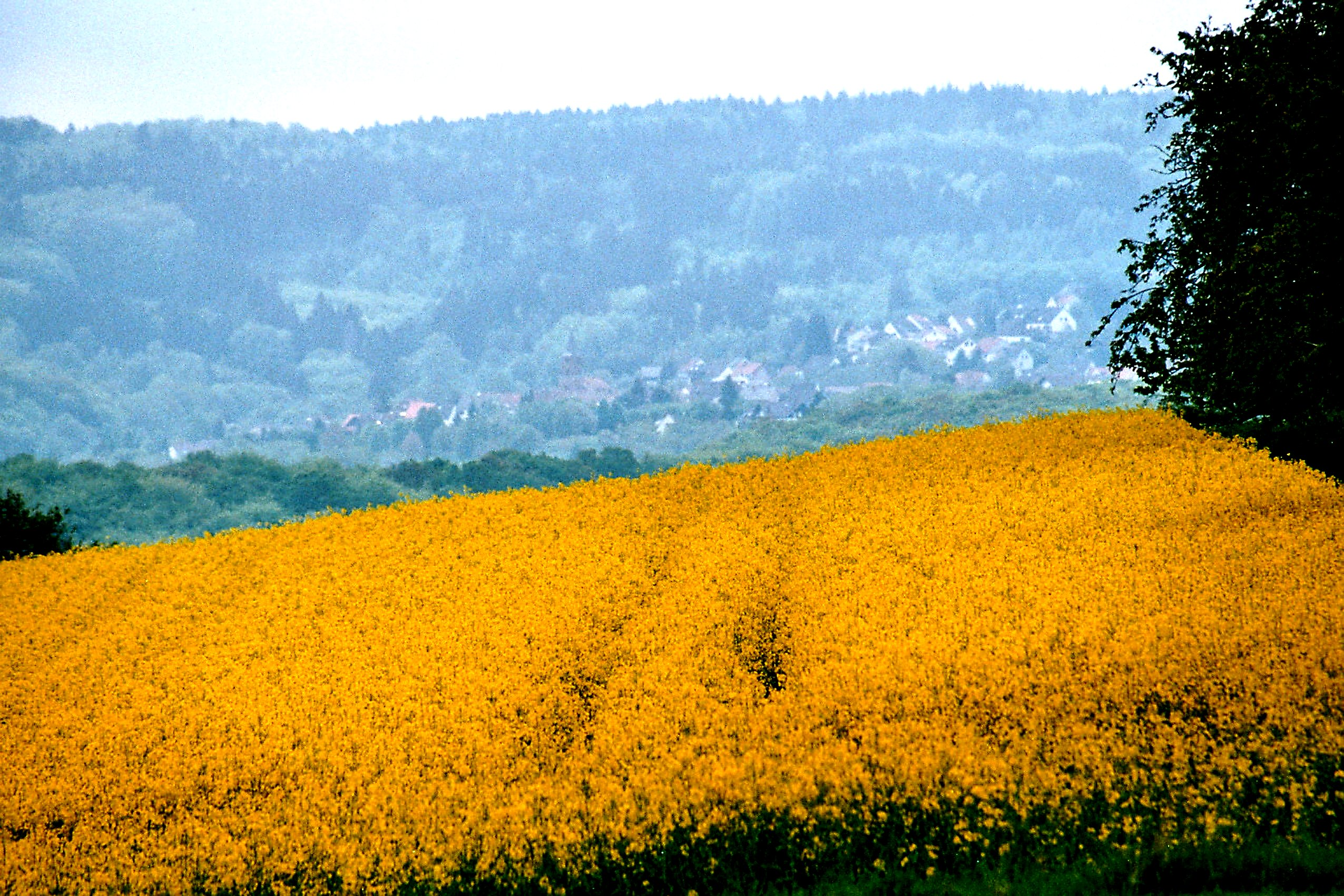
Ortsbild von Dittweiler

Dittweiler ist eine Ortsgemeinde im Landkreis Kusel in Rheinland-Pfalz. Sie gehört der Verbandsgemeinde Oberes Glantal an.

## Geographie

### Lage
Der Ort liegt im zum Nordpfälzer Bergland gehörenden Kuseler Bergland. Im Osten befindet sich Brücken, im Südosten Schönenberg-Kübelberg, im Südwesten Dunzweiler, nordwestlich liegt Altenkirchen, nordöstlich Ohmbach und westlich Breitenbach.

### Erhebungen und Gewässer
Durch den Ort verläuft der Kohlbach. Dieser nimmt vor Ort den Rothenbach auf. Ganz im Norden der Gemarkung erstreckt sich der 375, 8 Meter hohe Wartenstein.

## Geschichte
Dittweiler wurde im Jahr 1316 erstmals urkundlich erwähnt. Ursprünglich dem Reichsland Kaiserslautern zugehörig, gehörte Dittweiler von 1438 bis 1779 zur Kurpfalz. Von 1774 stammen die noch heute vorhandenen Grenzsteine westlich des Ortes, die die Grenze zu Pfalz-Zweibrücken markierten.
Von 1798 bis 1814, als die Pfalz Teil der Französischen Republik (bis 1804) und anschließend Teil des Napoleonischen Kaiserreichs war, war der Ort in den Kanton Waldmohr eingegliedert. Anschließend wechselte der Ort in das Königreich Bayern. Von 1818 bis 1862 gehörte Dietweiler – so der damalige Name – dem Landkommissariat Homburg an; aus diesem ging zunächst das Bezirksamt Homburg hervor.
Da ein Teil des Bezirksamts – einschließlich Homburg selbst – 1920 dem neu geschaffenen Saargebiet zugeschlagen wurde, wechselte der Ort ins Bezirksamt Kusel und wurde bis 1938 von einer in Waldmohr ansässigen Bezirksamtsaußenstelle verwaltet.
Seit 1939 ist die Gemeinde Bestandteil des Landkreises Kusel. Nach dem Zweiten Weltkrieg wurde Brücken innerhalb der französischen Besatzungszone Teil des damals neu gebildeten Landes Rheinland-Pfalz sowie des Regierungsbezirks Pfalz. Im Zuge der ersten rheinland-pfälzischen Verwaltungsreform wurde der Ort 1972 in die neu geschaffene Verbandsgemeinde Schönenberg-Kübelberg eingegliedert. Seit 2017 ist Dittweiler Bestandteil der Verbandsgemeinde Oberes Glantal.

## Religion
Die Katholiken gehören zum Bistum Speyer, die Evangelischen zur Protestantischen Landeskirche Pfalz.

## Politik

### Bürgermeister
Winfried Cloß wurde am 2. Juli 2014 Ortsbürgermeister von Dittweiler. Bei der Direktwahl am 26. Mai 2019 wurde er für weitere fünf Jahre in seinem Amt bestätigt.
Er wurde im Juni 2024 wiedergewählt.
Gunter Becker übte als Vorgänger von Cloß das Amt des Ortsbürgermeisters aus.

### Wappen
Das Wappen enthält Eisen und Schlägel und verweist auf den früheren Bergbau, der einst innerhalb der Gemeinde betrieben wurde.

## Kultur

### Kulturdenkmäler
Vor Ort existieren insgesamt zwei Objekte, die unter Denkmalschutz stehen.

### Veranstaltungen
2004 fand die Meisterschaft des Schachbundes Rheinland-Pfalz in Dittweiler statt.

## Wirtschaft und Infrastruktur

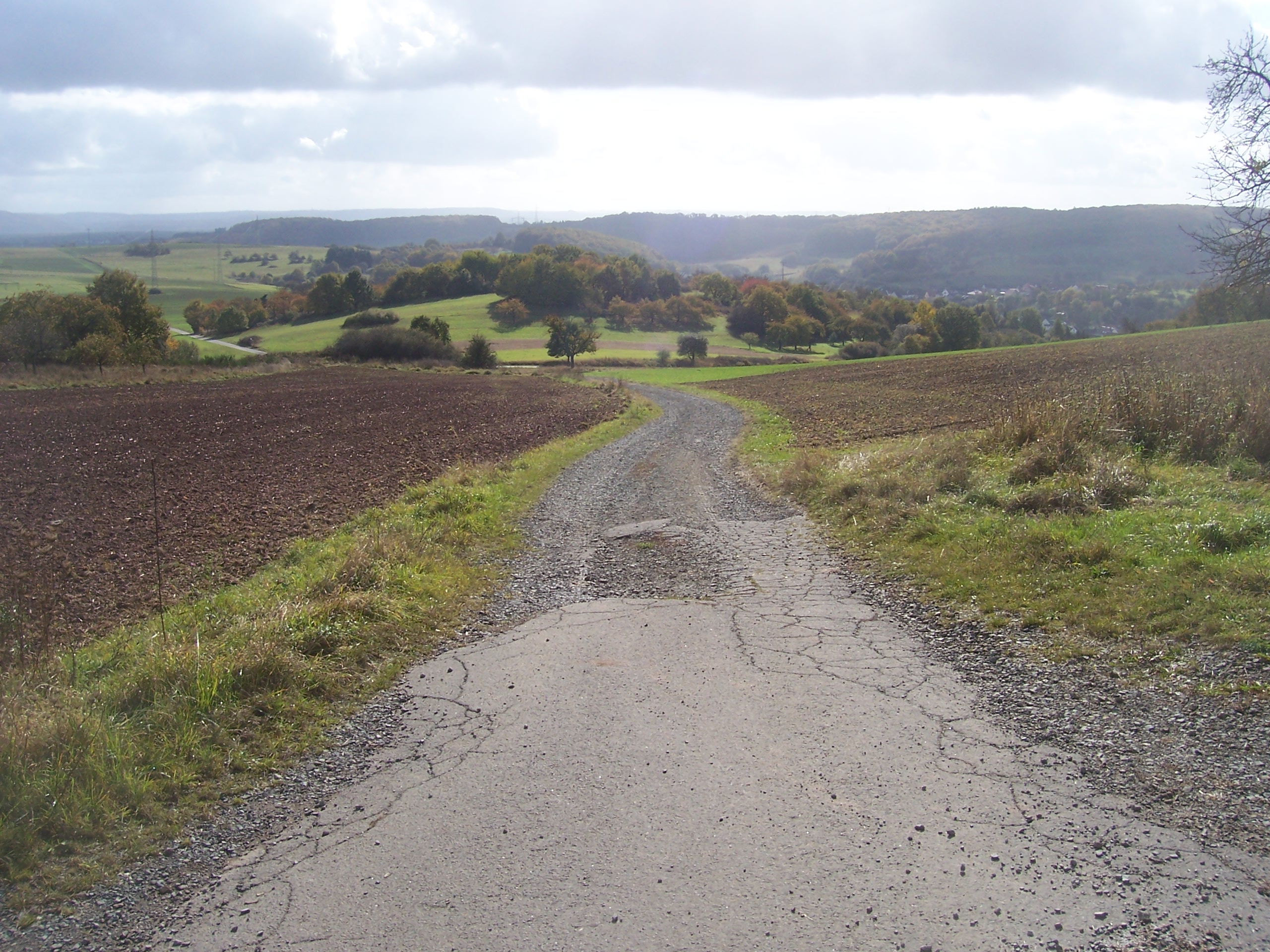
Wanderweg im Norden der Gemarkung

### Verkehr
Durch den Ort verläuft die Landesstraße 355. Südöstlich befindet sich die A 6, nordöstlich die A 62. In Glan-Münchweiler ist ein Bahnhof der Bahnstrecke Landstuhl–Kusel.

### Behörden
Die Gemeinde gehört zum Zuständigkeitsbereich des Amtsgerichts Landstuhl.

## Persönlichkeiten

### Söhne und Töchter der Gemeinde
- Kurt Lauer (1923–nach 1955), NS-Funktionär

### Personen, die vor Ort gewirkt haben
- Timo Bernhard (* 1981), Rennfahrer, Teil des Manthey-Racing-Team, das am 18. Juni 2006 das Rennen 24 Stunden auf dem Nürburgring gewann, wohnt in Dittweiler